# Raharney
Raharney is een plaats in het Ierse graafschap County Westmeath. De plaats telt 232 inwoners.